# Leadbelly
Huddie William Ledbetter, mer känd som Lead Belly eller Leadbelly, född 20 januari 1888 i Mooringsport i Caddo Parish, Louisiana, död 6 december 1949 i New York, var en amerikansk folk- och bluesmusiker, känd för sin klara kraftfulla sång, sin virtuositet på 12-strängad gitarr och de många amerikanska blues- och folksånger som han introducerade.
Leadbelly började tidigt uppträda i Louisiana och Texas, men kom flera gånger i klammeri med rättvisan och tillbringade många år i fängelse. 1932 upptäckte musikforskaren John Lomax honom i ett fängelse i Louisiana, och gjorde en rad inspelningar med honom för Library of Congress. Lomax fick honom frigiven 1934, och senare arbetade han som skiv- och konsertartist.
Leadbelly var en av de mest betydande tidiga blues- och folksångarna, och har haft stort inflytande på senare utövare. Han har samarbetat med bland andra Blind Lemon Jefferson, Josh White och Woody Guthrie. Bland hans mest kända sånger kan nämnas "Goodnight Irene", "Midnight Special", "Cotton Fields", "Take This Hammer", "The Hitler song" och "Rock Island Line".